# Appiades
As Appiades são as cinco deusas romanas que tinham um templo perto do aqueduto Appiano. Elas são Concordia, Minerva, Pax, Vênus e Vesta.